# Finanse gospodarstw domowych
Uzasadnienie:  Co prawda art. "Finanse osobiste" mówi o części nauki o finansach, zaś "Finanse gospodarstw domowych" o grupie zjawisk i procesów to jednak chodzi w praktyce o to samo (chyba?). 
Finanse gospodarstw domowych – grupa zjawisk i procesów związanych z gromadzeniem, podziałem oraz wydatkowaniem zasobów pieniężnych w gospodarce, realizowanych przez gospodarstwa domowe. Dotyczy najbardziej licznej grupy podmiotów gospodarki i obejmuje następujące zjawiska pieniężne:
- przychody – m.in. wynagrodzenia za świadczoną pracę, przychody z tytułu sprzedaży produktów na rynku towarów i usług (np. rolne gospodarstwa domowe), przychody z oprocentowania depozytów bankowych i lokat w dłużnych papierach wartościowych (np. dywidend od akcji), przychody z tytułu odszkodowań i rent towarzystw ubezpieczeniowych oraz transfery z systemu ubezpieczeń społecznych w postaci rent, emerytur, zasiłków rodzinnych, chorobowych, macierzyńskich itp.,
- wydatki – m.in. na rynku dóbr i usług (zakupy towarów i usług konsumpcyjnych), na rynkach finansowych (np. zakupy papierów wartościowych, jednostek uczestnictwa funduszy inwestycyjnych, polis ubezpieczeniowych),
- oszczędności – m.in. zasoby gotówki w kasie i depozyty na rachunkach bankowych, a także zasoby aktywów finansowych (obligacji, bonów dłużnych, certyfikatów funduszy inwestycyjnych itp.).